# Esbjergværket
 Esbjergværket  var et sydjysk, kulfyret, centralt kraftvarmeværk ved Esbjerg Havn. Værket ejes af Ørsted. Brændselstypen var primært kul og sekundært olie. Værkets skorsten er med dens 250 meter, den højeste skorsten og den tredjehøjeste bygning i Danmark, 4 meter mindre end pylonerne på Storebæltsforbindelsens øst-bro. Esbjergværket lukkede med udgangen af august 2024, som det sidste 100% kulfyrede kraftværk i Danmark.
Esbjergværket omtaltes også i fagsprog som "ESV3", hvilket er en forkortelse for "Esbjergværket, blok 3". Det blev bygget i 1992 med en varmebeholder på 2.400 MWh svarende til 6 timers fjernvarme.
Værket har en samlet indfyret effekt på 835 MW, hvoraf maksimalt 378 MW (dvs. 45%) kan omdannes til elproduktion (MWe), og maksimalt 460 MJ/s til fjernvarmeproduktion (dvs. 55%). 45% omdannelse af brændslet til elektricitet gør i sig selv værket til et effektivt kraftværk. Da Esbjergværket er et kraftvarmeværk kan det imidlertid producere el og varme samtidigt, hvorved den samlede brændselsudnyttelse når op omkring 90%. Selvom værket producerer strøm og varme, forbruger det også selv en del heraf, især strøm. Værkets produktionstal er derfor angivet som nettoproduktion, hvor eget forbrug af el- og fjernvarme er fratrukket. Under normaldrift bruges der således kontinuerligt 33 MWe og 3.500 kW fjernvarme på Esbjergværket.

## Miljømæssig belastning
De totale CO2-udslip i 2008 var ca. 1.158.900 ton, mens det samme års kvote var 1.051.000 ton.

## Blok 1 og 2 - værkets forløber
Blok 1 og 2 eksisterer ikke mere, da disse stammede fra værkets forløber og ejer "I/S Vestkraft", der i 1968-1969 idriftsatte dem. De blev revet ned i 1994, kort efter opførelsen af det nuværende Esbjergværk, blok 3.

## Esbjergværkets afløser
I oktober 2014 blev det klart, at der skulle findes en afløser for kulkraftværket. Således konkluderede rådgivningsvirksomheden, Rambøll for Energistyrelsen, at: 
| „ | Den tekniske restlevetid for ESV3 er vurderet til at være ca. 7-10 år, fordi det vurderes at ESV3 når sin dimensionerede levetid på 200.000 driftstimer i ca. år 2023. | “ |
|   | — Rambøll, Oktober 2014 |   |

Til sammenligning er Avedøreværkets Blok 1 fra 1990, og havde ikke nogen lukningsdato medio 2022. Ligeledes er Studstrupværkets Blok 3 fra 1984, men levetidsforlænget til 2030.

### Ørsted vs. Din Forsyning - strid om lukningsdato og fremtidsløsning
Det lokale forsyningsselskab Din Forsyning og værkets ejer, Ørsted, indledte en dialog om den fremtidige varmeforsyning af Esbjergområdet, da værket nærmede sig sin forventede levetid. I september 2018 blev det dog klart for landsdækkende medier, at de to parter var rygende uenige om både fremtidig løsning og tidsplanen.

#### Flisværk eller varmepumper
Ørsted ville bygge et nyt flisfyret kraftvarmeværk, der skulle kunne levere 188 MW varme eller 54 MW el i kondensdrift. Hertil kom en elpatron på 30 MW og en 12 MW varmepumpe tilsluttet værkets røggasafløb.
Din Forsyning, som blev bakket op af Esbjerg og Varde Kommunes borgmestre, Jesper Frost Rasmussen (V) og Erik Buhl (V), ville dog heller benytte sig af elektriske havvandsbaserede varmepumper som hoved-varmekilde, suppleret af elpatroner og evt. et mindre flisværk.

#### Lukning i 2022-2024
Et andet stridspunkt var, at Ørsted ønskede lukning af Esbjergværket med udgangen af 2022. Det mente Din Forsyning dog i praksis ville være så kort varsel, at Din Forsyning umuligt kunne nå at have havvandsvarmepumperne installeret, hvilket ville tvinge dem over i mindre bæredygtige varmeløsninger. Vardes og Esbjergs borgmestre henvendte sig derfor til relevante ministre og ordfører på Christiansborg med appel om at holde værket åbent frem til 1. kvartal 2024 - 1 år og 3 mdr. længere end Ørsteds varsling om lukning. Sagen endte hos Energistyrelsen, som den 28. oktober 2019 afgjorde, at værket først måtte lukkes 1. april 2023. Energistyrelsens tidligere afgørelse om drift til 1. april 2023 nåede at blive overhalet af den største energikrise i 40 år, og den daværende regering frygtede for den danske effektbalance. Dette fik daværende energiminister Dan Jørgensen til at gribe ind og forlænge Esbjergværkets drifttid til minimum d. 30. juni 2024. Esbjergværket lukkede derfor endeligt med udgangen af august 2024.

### Værkets afløser - Esbjergs nye varmeforsyning
Efter Energistyrelsens beslutning om lukningstidspunktet for Esbjergværket, meddelte forsyningsselskabet, Din Forsyning, at det med den nye tidsplan var muligt at nå en fremtidig varmeløsning, som i nogen grad var baseret på havvandsvarmepumper. Det blev dog samtidigt gjort klart, at den endelige tidsplan for lukning af Esbjergværket, havde tvunget Din Forsyning til visse kompromisser for den fremtidige varmeløsning. Således skrev selskabet på sin hjemmeside, at: "Fase 1 skal gå hurtigt. For at kunne have et alternativ for Blok 3, når den lukkes ned, har vi måtte gå lidt på kompromis med bæredygtigheden."
Erstatningen af Esbjergværket blev derfor:
- 60 MW fliskedel-anlæg
- 70 MW havvandsbaseret varmepumpeanlæg (bestilt som 50 MW, men er opjusteret til 70 MW i løbet af indkøbsprocessen)
- 40 MW elkedel

Varmepumpeanlægget blev leveret af MAN Energy Solutions Switzerland og bestod af 2 stk. CO2-baserede havvands-varmepumper á hver 35 MW.
Efter en del forsinkelser kunne Din Forsyning den 28. november 2024 endeligt meddele, at den første af de 2 stk. havvandsbaseret varmepumper blev sat i drift.
HedeDanmark leverer 100.000 tons overskudstræ om året til flisværket. Fjernvarmen åbnede et test-anlæg med varmelager af afløbsrens i 2024.

## Links
- IndustCards Arkiveret 6. marts 2016 hos  Wayback Machine – Coal-Fired Plants in Denmark.
- Dong Energy Arkiveret 31. december 2010 hos  Wayback Machine – Esbjergværket.

55°27′20″N 8°27′15″Ø / 55.45556°N 8.45417°Ø